# Skobelevo (Lovetsj)
Skobelevo (Bulgaars: Скобелево) is een dorp in Bulgarije. Het dorp is gelegen in de gemeente Lovetsj, oblast Lovetsj. Het dorp ligt hemelsbreed op een afstand van 5 km van de stad Lovetsj en 119 km van Sofia.

## Bevolking
Op 31 december 2019 telde het dorp 228 inwoners.
|  |

Alle 275 inwoners reageerden op de optionele volkstelling van 2011. Van deze 275 respondenten identificeerden 221 personen zichzelf als etnische Bulgaren (80,4%), gevolgd door 51 Roma (18,5%) en 3 ondefinieerbare personen (1,1%).